# Hydrophorus elevatus
Hydrophorus elevatus är en tvåvingeart som beskrevs av Becker 1922. Hydrophorus elevatus ingår i släktet Hydrophorus och familjen styltflugor. Inga underarter finns listade i Catalogue of Life.